# Acacia ulicina
Acacia ulicina är en ärtväxtart som beskrevs av Meissner. Acacia ulicina ingår i släktet akacior, och familjen ärtväxter. Inga underarter finns listade i Catalogue of Life.